# Messier 32
Messier 32 (M32 ili NGC 221) je patuljasta eliptična galaksija, pratilja slavne Andromede. Galaksiju je otkrio Guillaume Le Gentil 1749. godine.

## Svojstva
M32 nalazi se 2.49 milijuna svjetlosnih godina od Zemlje. Malenih je dimenzija za galaksiju, ima tek 6500 ly u najširem dijelu. Kao i većina eliptičnih galaksija, M32 se u većini sastoji od starih, crvenih i žutih zvijezda. Količina prašine je neznatna i kao posljedica toga je izostanak formiranja novih zvijezda. Promatranja pokazuju da je galaktika doživjela period formiranja zvijezda u nedavnoj prošlosti.
M32 je vjerojatno bila minijaturna spiralna galaksija. Pri prolasku kroz veću i masivniju Andromedu, galaktika je ostala bez spiralnih krakova i od nje je ostalo samo središnje izbočenje. Plimno trenje s Andromedom izazvalo je dodatna zgušnjavanja jezgre. Valovi međuzvjezdane prašine raširili su se Andromedom poput mreškanja vode.M32 je preživjela sudar s Andromedom, ali jednog dana Andromeda bi je mogla progutati.
Udaljenost M32 je 2.49 milijuna godina svjetlosti od Zemlje.

## Amaterska promatranja
Messier 32 je veoma sjajna za galaksiju. Njen prividni sjaj je + 8.1 magnituda. Zbog malenih dimenzija ima veliki površinski sjaj. Galaksiju je moguće uočiti dvogledom kao zvjezdicu iznad Andromede. Kroz teleskopa je veoma sjajna i izgleda kao kuglasti skup gledan malim teleskopom.

## Vanjske poveznice
Skica M32